# Мызников, Кирилл Петрович
Кирилл Петрович Мызников (1929 — ?) — российский физик, доктор физико-математических наук, профессор, заслуженный деятель науки РФ (2000).

## Биография
Окончил 4 курса МЭИ и, после перевода - Московский механический институт (1952). В 1952-1953 гг. в Технической дирекции строительства № 533(предшественник ЛВЭ ОИЯИ).
В 1953—1966 гг. работал в ФИАН, затем в ТДС-533, ЭФЛАН и в ЛВЭ ОИЯИ.
Принимал участие в запуске синхрофазотрона ОИЯИ (начальник одной из смен).
С 1966 г. начальник отдела ускорительно-накопительного комплекса ГНЦ ИФВЭ (Серпухов).
Докторская диссертация:
- Вывод частиц из синхрофазотрона на энергию 70 Гэв : диссертация … доктора физико-математических наук : 01.00.00. — Серпухов, 1974. — 225 с. : ил.

Учёный в области физики пучков заряженных частиц и ускорительной техники.
Руководитель научной школы «Разработка и исследование сверхпроводящих магнитов для ускорителей частиц на сверхвысокие энергии».
Публикации: http://nlr.ru/e-case3/sc2.php/web_gak/lc/63429/2
Заслуженный деятель науки РФ (2000). Награждён орденами.
Умер не позднее 2007 года.